# بقعو
بقعو إحدى قرى محافظة طرطوس السورية، تبعد عن مدينة طرطوس 25 كيلومتر، وعن مدينة الدريكيش 12 كيلومتر، من القرى الجميلة في احضان الطبيعة الخلابة.
يبلغ عدد سكانها حوالي 3000 نسمة، الغالبية العظمى من سكان القرية متعلمين حاصين على شهادات في مختلف التخصصات ويعمل عدد من السكان بمجالات العمل الحكومي وعدد منهم بالزراعة، وتشتهر بزراعة الزيتون والحمضيات والاشجارالمثمرة ، وأصبحت قرية بقعو في السنوات الخمس الأخيرة نموذج لمدينة صغيرة وذلك يعود للتقدم بمختلف المجالات وشبكة الطرق الحديثة التي شقت فيها.

طبيعتها جميلة ويوجد فيها عدد من الينابيع العذبة والمشاريع الخدمية الجيدة، مستوصف ومقسم هاتف ووحدة إرشادية وبلدية وجمعية فلاحية وفيها مدرسة ابتدائية ومدرسة ثانوية، والعديد من الانشطة الاجتماعية وغيرها.